# Museu a l'aire lliure dels Països Baixos
Museu a l'aire lliure dels Països Baixos (neerlandès: Nederlands Openluchtmuseum) és un museu i parc a l'aire lliure ubicat a prop d'Arnhem amb cases antigues, granges i fàbriques de diferents parts dels Països Baixos. És un museu nacional dedicat a la cultura associada amb la vida popular.

## Història
El museu va ser fundat l'any 1912 i és situat en els boscos propers a Arnhem. El parc del museu té una superfície de 44 hectàrees i inclou edificis de diversos llocs i períodes històrics.
El 1987, el govern neerlandès va preparar el tancament del museu, però en una demostració de solidaritat per l'històric museu, una multitud de neerlandesos van inundar les portes del museu, esperant veure les exposicions abans de tancar. El museu va continuar obert a causa d'aquest èxit imprevist durant aquest temps i se li va donar més autonomia per la seva organització.

## Descripció
El museu té una col·lecció de joies i roba històrica. El nou espai interior d'exposició va ser construït el 1999–2000. El museu va guanyar el premi de Museu europeu del l'Any 2005.
El museu recrea la forma antiga de viure, així com la producció, amb sistemes antics, de paper, llinosa i fabricació de cervesa. Es mostren els olors, els colors i els gustos de les memòries passades.
La línia de tramvia fou oberta en el museu el 1996. La línia té 1750 m de llargada, amb ample ferroviari estàndard. Té tramvies elèctrics clàssics d'Amsterdam, Arnhem, Rotterdam, i La Haia. Hi ha una recreació d'un tramvia d'Arnhem de 1929, el GETA 76, el qual va ser construït pel museu.

## Galeria d'imatges

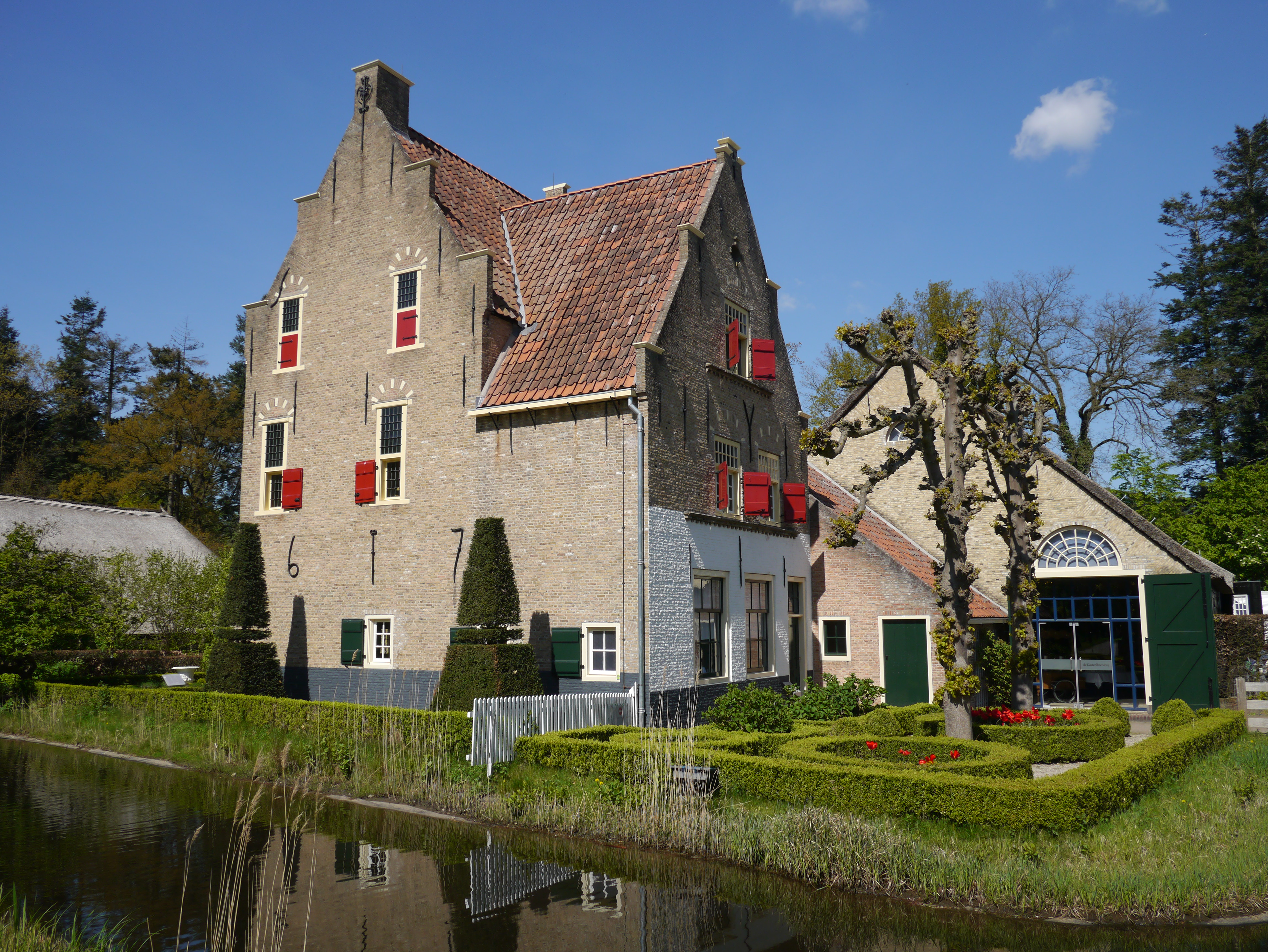
Fàbrica
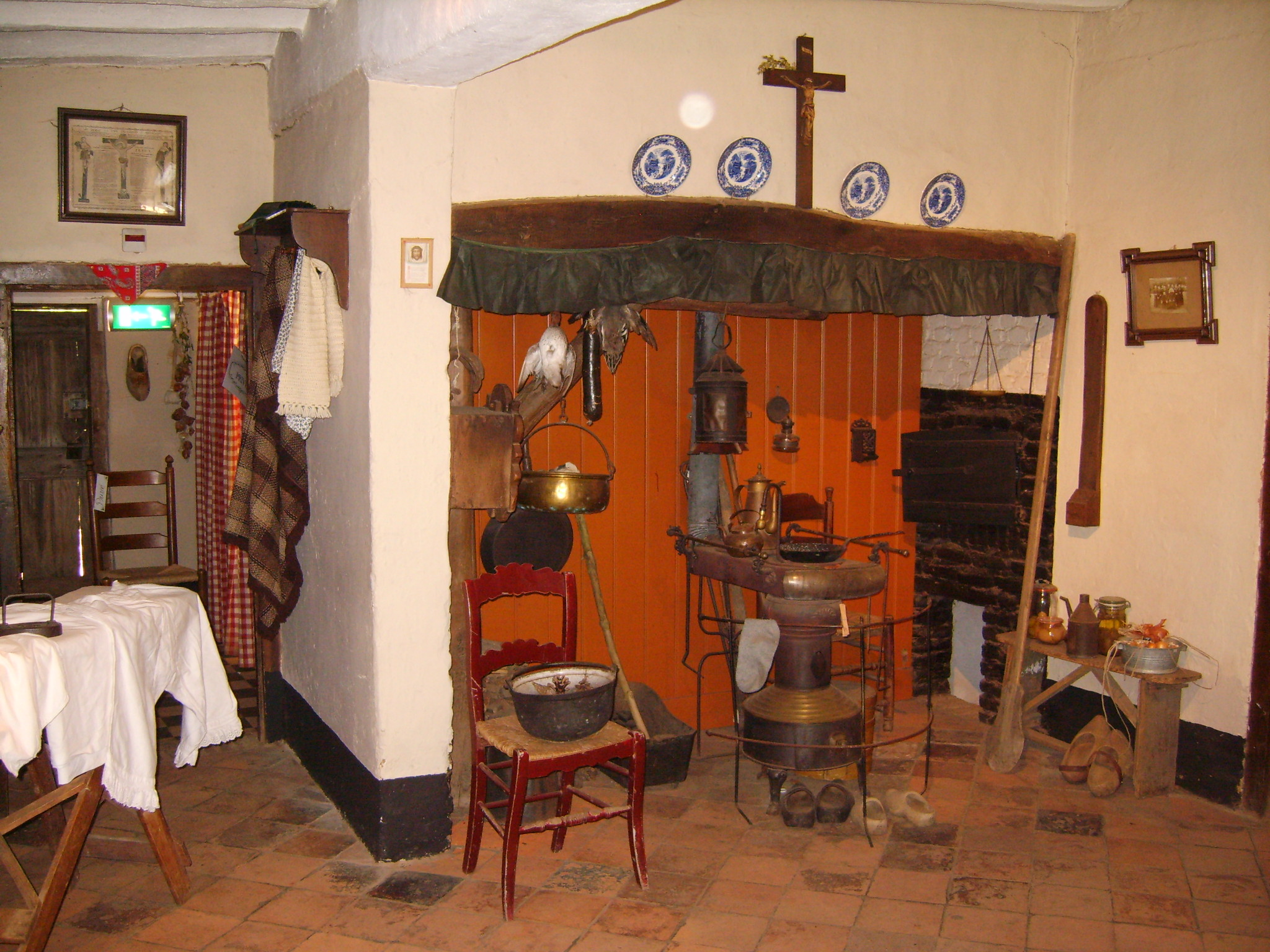
L'interior de un edifici
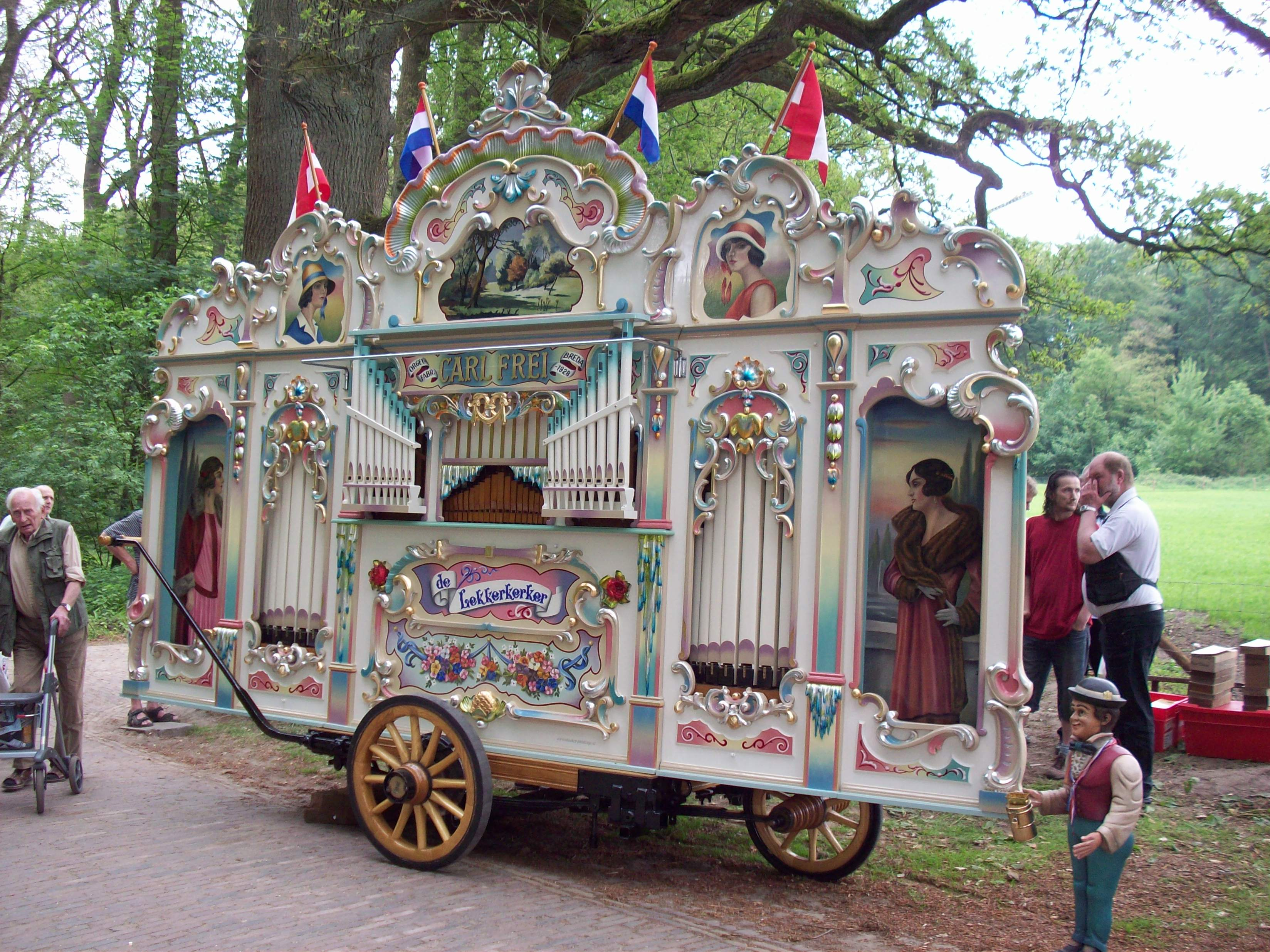
Orgue exposat
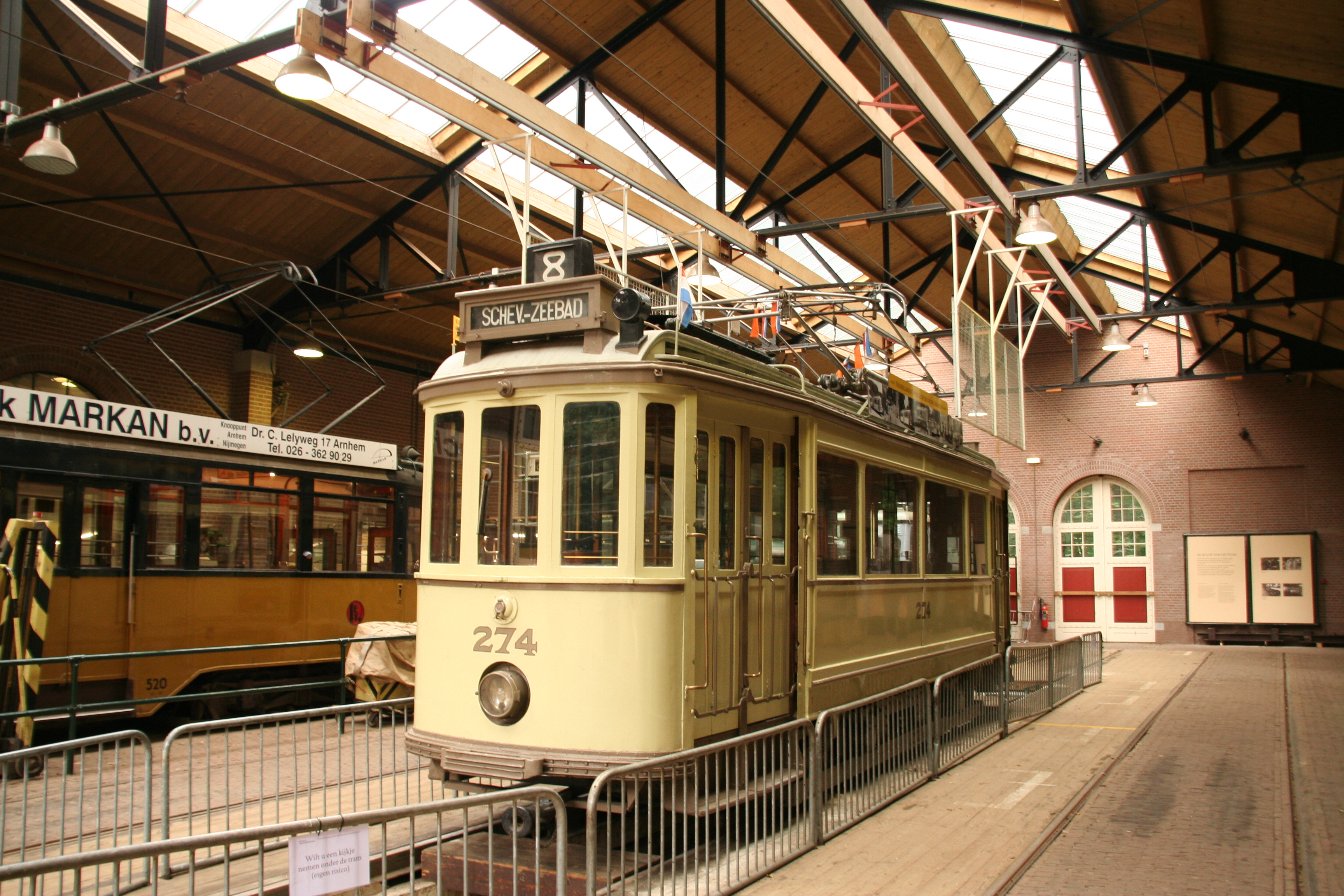
Tramvia exposat